# Аньер-ла-Жиро
Анье́р-ла-Жиро́ (фр. Asnières-la-Giraud) — коммуна во Франции, находится в регионе Пуату — Шаранта. Департамент коммуны — Шаранта Приморская. Входит в состав кантона Сен-Жан-д’Анжели. Округ коммуны — Сен-Жан-д’Анжели.
Код INSEE коммуны — 17022.

## Население
Население коммуны на 2010 год составляло 922 человека.
| 1962 | 1968 | 1975 | 1982 | 1990 | 1999 | 2010 |
| ---- | ---- | ---- | ---- | ---- | ---- | ---- |
| 808  | 767  | 704  | 748  | 817  | 875  | 922  |

## Экономика
В 2010 году среди 600 человек трудоспособного возраста (15—64 лет) 443 были экономически активными, 157 — неактивными (показатель активности — 73,8 %, в 1999 году было 73,8 %). Из 443 активных жителей работали 399 человек (211 мужчин и 188 женщин), безработных было 44 (19 мужчин и 25 женщин). Среди 157 неактивных 41 человек были учениками или студентами, 68 — пенсионерами, 48 были неактивными по другим причинам.